# Chart arabski

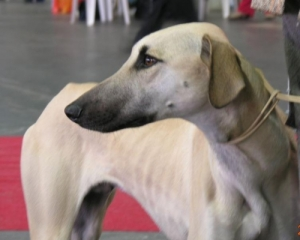
Głowa sloughi

Chart arabski (oryginalna nazwa sloughi) – rasa psa zaliczana do grupy chartów, pochodząca z Afryki Północnej, użytkowana początkowo do polowań i jako pies stróżujący, obecnie jako pies-towarzysz.

## Rys historyczny
Dokładne początki rasy nie są znane. Sloughi najprawdopodobniej wywodzą się od psów ze starożytnego Egiptu. Mogły też przybyć z Jemenu. Ich płaskorzeźby znajdują się w grobowcu Tutenchamona. Historia tych psów sięga 8–7 tys. lat p.n.e. – wtedy Egipcjanie hodowali charty, które służyły do polowań. Te wraz z Berberami, Beduinami wędrowały po całej północnej Afryce. Były cenione na równi z końmi arabskimi. Tylko sloughi, jako jedyne z psów, mogły przebywać w namiotach. Były tak cenne, że kobiety pomagały wykarmić suce szczeniaki, a gdy pies kończył życie, przeżywano to tak, jakby odszedł człowiek. Rasa ta trafiła do Europy na początku XX wieku w związku z polityką kolonizacyjną Francji. W latach 70. XX w. trafiły do Europy charty afrykańskie (azawakh), które następnie przez pewien czas były oceniane w jednym ringu ze sloughi. Niektórzy hodowcy krzyżowali te dwie rasy, co wywarło niekorzystny wpływ na obie. Głównie niemieccy kynolodzy sprzeciwiali się tendencjom krzyżowania sloughi i azawakha, sami hodując sloughi w czystości rasy.

## Klasyfikacja FCI
W klasyfikacji FCI rasa ta została zaliczona do grupy X – charty, sekcja chartów krótkowłosych. Nie podlega próbom pracy.

## Wygląd
Pies o smukłej sylwetce, dobrze umięśniony.

### Budowa
- Głowa: Wydłużona, elegancka, szczupła
  - Oczy: Duże, ciemne, dobrze osadzone w oczodole. Czasami powieki lekko skośne. Wyraz oczu łagodny, nieco smutny, spojrzenie nostalgiczne
  - Uszy: Osadzone wysoko, nieco powyżej linii oczu, opadające, przylegające do czaszki
  - Kufa: W kształcie klina wydłużonego, ale bez przesady, wyraźnie tej samej długości co czaszka
- Szyja: Długa, górna linia lekko wysklepiona; równa długości głowy
- Ogon: Cienki, suchy, osadzony na przedłużeniu zadu, noszony poniżej linii grzbietu.
- Tułów: Klatka piersiowa niezbyt szeroka, długa, żebra płaskie, grzbiet krótki, prawie poziomy, lędźwie krótkie, suche, szerokie
- Łapy: Szczupłe, owalne wydłużone, u wielu lekkich sloughi mają wyraźnie kształt łapy zajęczej. Dwa środkowe palce wyraźnie wystają przed pozostałe.

### Szata i umaszczenie
Włos bardzo krótki, zwarty, delikatny. Umaszczenie odejmuje wszystkie odcienie piaskowego, pies może mieć czarną kufę i jej oprawę oraz umaszczenie pręgowanie i piaskowe z czarnym płaszczem. Dyskwalifikuje się psy z plamami depigmentacji, bielą na kończynach. Za wadę uznawane są niewielkie białe znaczenia na przedpiersiu.
Psy tej rasy rodzą się z czarnym nalotem na sierści. Kiedyś miało to zapewnić bezpieczeństwo szczeniakom na pustyni. Cecha ta przetrwała do dziś. Gdy szczeniak podrośnie płaszcz zanika w większym lub mniejszym stopniu. Stąd stosowana nazwa umaszczenia to "piaskowe z czarnym płaszczem", a nie czarne podpalane.

## Zachowanie i charakter
Charty arabskie są towarzyskie, ale są to psy jednego pana. Lubią bawić się ze swoim właścicielem, cieszą się z jego zainteresowania, choć nie narzucają się. Gdy pies jest dobrze socjalizowany, nie zwraca nadmiernej uwagi na gości, jednak odczytując z zachowania właściciela pozytywne odczucia wobec przybywających, nierzadko przyłącza się do ich witania. Niektórzy mówią, że sloughi to jakby ,,większy orientalny whippet’’. W wychowaniu sloughi trzeba być konsekwentnym. Charty arabskie są dość szczekliwe jak na charty, mają instynkt terytorialny, niektóre z nich potrafią stróżować posesję.

## Użytkowość
Pierwotnie psy tej rasy służyły do polowania na gazele, antylopy, szakale, zające i inne zwierzęta. Podczas polowania posługują się głównie wzrokiem, ale jako nieliczne z chartów, także węchem, choć w mniejszym stopniu. Obecnie są to psy przede wszystkim do towarzystwa, ale w krajach arabskich wciąż się z nimi poluje. Mogą one brać udział w wyścigach chartów i coursingach.

## Zdrowie i pielęgnacja
Sloughi jest rasą bardzo zdrową. Zdarzają się urazy, takie jak naderwanie ścięgien, złamanie lub wyrwanie pazura, co jest związane z aktywnością tych psów. Postępującego zaniku siatkówki tzw. atrofia siatkówki, u sloughi w Europie prawie w ogóle się nie spotyka, ze względu na badania przesiewowe, które wdrożono we współpracy z Uniwersytetem w Bochum, zanim rasa stała się popularna w Niemczech. Osobniki obciążone wadami genetycznymi wynikłymi z krewniaczych krzyżowań prawie w ogóle się nie zdarzają. Ze względu na niemal całkowity brak warstwy tłuszczu pies ten może bardzo szybko marznąć. Pielęgnacja sloughi jest bardzo prosta. Pies ten prawie nie linieje. Wystarczy go od czasu do czasu przetrzeć zwilżoną ściereczką albo kawałkiem irchy.

## Sloughi w Polsce
Sloughi to rasa, która nigdy nie była i nie jest popularna w Polsce.